# One of Our Aircraft Is Missing
One of Our Aircraft is Missing (br.: E um de nossos aviões não regressou) é um filme britânico de 1942 do gênero Guerra, dirigido por Michael Powell e Emeric Pressburger. Foi a quarta colaboração no cinema da dupla de diretores (chamada The Archers nos letreiros pela primeira vez), que também escreviam e produziam em conjunto. Considerado um filme de propaganda de guerra, foi feito com a autorização do Ministério da Informação do Reino Unido, que apoiou a realização de uma série desse gênero para elevar o moral das tropas britânicas na II Guerra Mundial. Não obstante, esse filme é considerado um dos melhores filmes britânicos de guerra. Na equipe técnica aparecem os futuros diretores Ronald Neame (fotografia) e David Lean (editor) e no elenco está Peter Ustinov em uma de suas primeiras aparições no cinema.

## Elenco
Tripulação do "B de Bertie":
- Godfrey Tearle...Sir George Corbett, canhão traseiro
- Eric Portman...Tom Earnshaw, copiloto
- Hugh Williams...Frank Shelley, Observador / Navegador
- Bernard Miles...Geoff Hickman, Canhão da frente
- Hugh Burden...John Glyn Haggard, piloto
- Emrys Jones...Bob Ashley, operador de rádio

Outros
- Pamela Brown...Else Meertens
- Joyce Redman...Jet van Dieren
- Googie Withers...Jo de Vries
- Hay Petrie...Burgomestre
- Selma Vaz Dias...esposa do Burgomestre
- Arnold Marlé...Pieter Sluys
- Robert Helpmann...De Jong
- Peter Ustinov...Padre
- Alec Clunes...organista
- Hector Abbas...motorista
- James B. Carson...Louis
- Willem Akkerman...Willem
- Joan Akkerman...Maartje
- Peter Schenke...Hendrik
- Valerie Moon...Jannie
- John Salew...Sentinela alemão
- William D'Arcy...oficial alemão
- Roland Culver...oficial naval
- Robert Beatty...Sgt. Hopkins
- Stewart Rome...Comandante Reynold
- Michael Powell...participação

## Sinopse
O filme começa dramaticamente com a queda do avião de guerra britânico "B de Bertie", um bombardeiro Vickers Wellington da RAF -  Royal Air Force ou Real Força Aérea, em uso durante a II Guerra Mundial e que estava em retorno de uma missão de ataque à uma fábrica em Stuttgart na Alemanha. A tripulação fora forçada a saltar na Holanda, na área próxima a Zuider Zee. Depois do salto, cinco tripulantes se reagrupam enquanto o sexto está desaparecido. Eles tem que se esconder, pois o país havia sido invadido e ocupado pelos nazistas. Procuram e conseguem apoio dos civis que arriscam suas vidas para ajudá-los e levá-los à resistência secreta no país que se encarregará de fornecer um barco para que escapem pelo mar.

## Citação
Else Meertens: Do you think that we Hollanders who threw the sea out of our country will let the Germans have it? Better the sea. (Tradução aproximada: "Vocês acham que os holandeses venceram o mar para deixar o pais para os alemães? É preferível o mar".)
Jo de Vries: [Falando do ruidoso som de alerta de ataque aéreo, com o bombardeio que se aproxima a ser desferido por esquadrilhas da RAF]
You see. That's what you're doing for us. Can you hear them running for shelter? Can you understand what that means to all the occupied countries? To enslaved people, having it drummed into their ears that the Germans are masters of the Earth. Seeing these masters running for shelter. Seeing them crouching under tables. And hearing that steady hum night after night. That noise which is oil for the burning fire in our hearts." (Tradução aproximada: Vejam o que fazem por nós: Podem ouvir os alemães correndo para os abrigos? Entendem o que significa isso para os países ocupados?O povo escravizado pelos alemães que se acham os mestres do mundo. Vejam os "mestres" correndo para os abrigos. Vejam eles se espremendo debaixo das mesas. Esse som é combustível para o fogo que arde em nossos corações).

## Indicações
O filme foi indicado ao Oscar de melhor roteiro original (Michael Powell e Emeric Pressburger, que havia vencido por 49th Parallel (1941) e indicado por The Red Shoes (1948)), melhor fotografia (Ronald Neame) e Melhor Som (C.C. Stevens) e Efeitos Especiais.